# Tocotronic

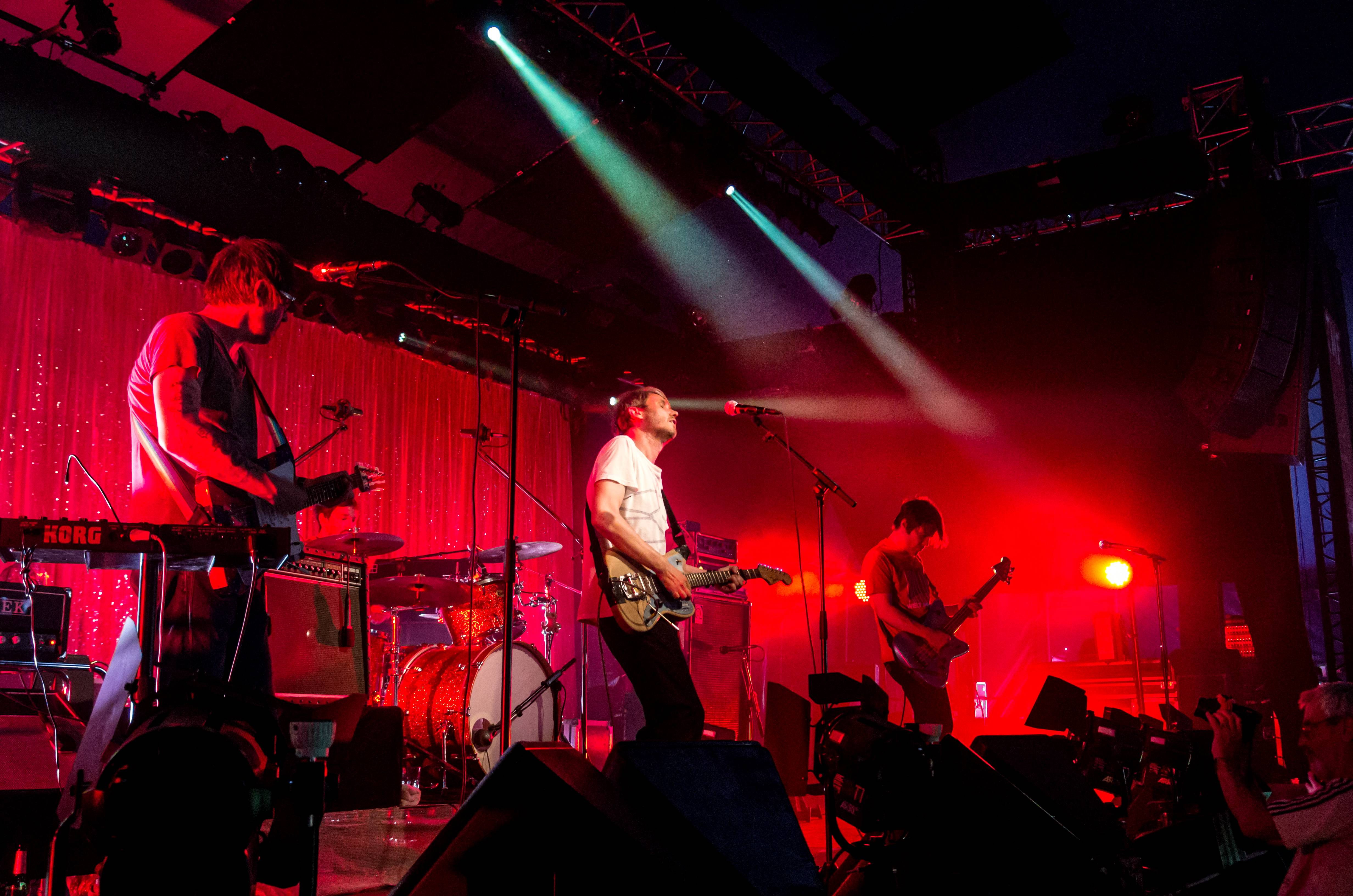
Zelt-Musik-Festival 2015 in Freiburg

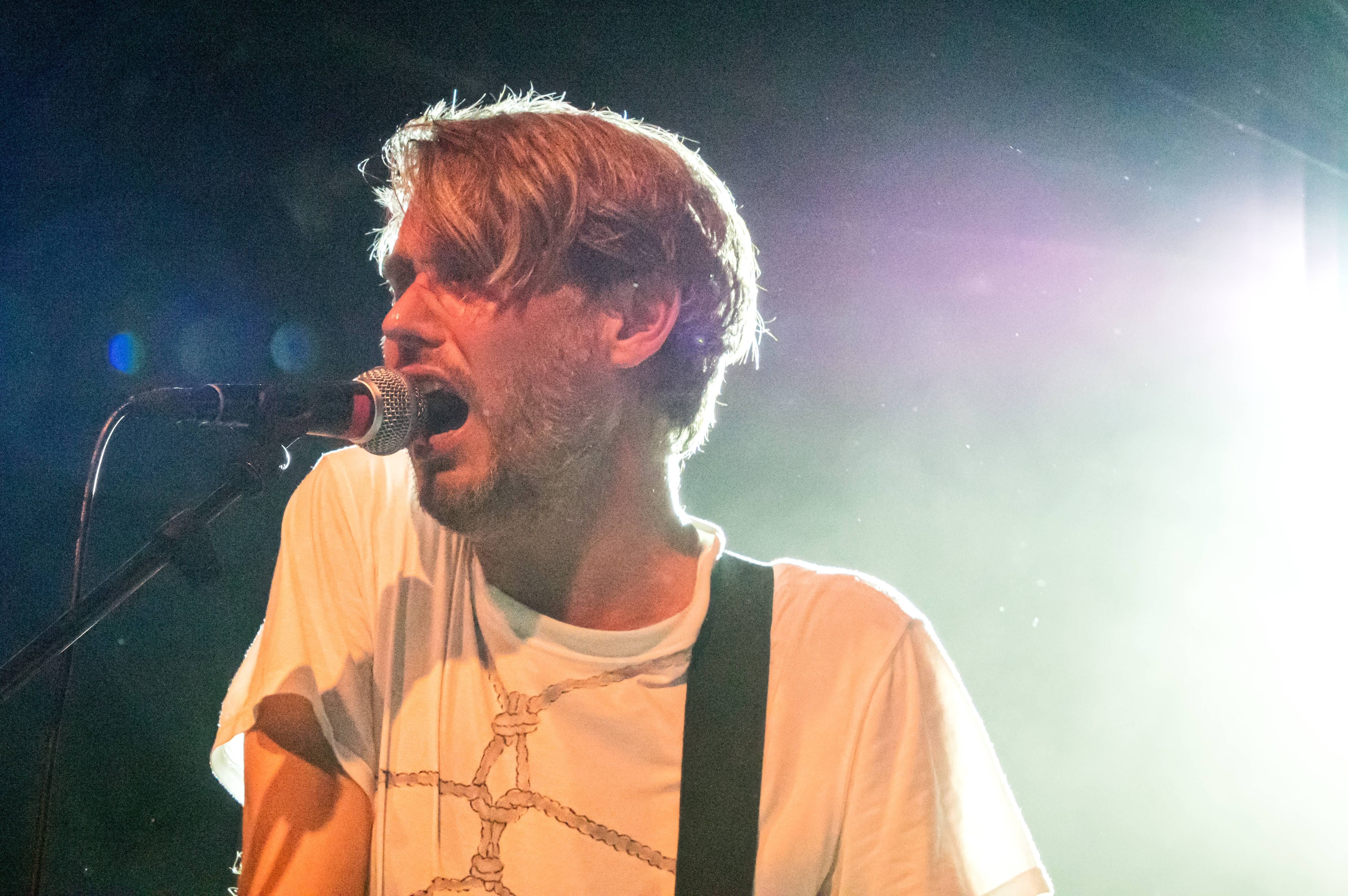
Dirk von Lowtzow op het Zelt-Musik-Festival 2015

Tocotronic is een Duitse indierockband uit Hamburg.

## Geschiedenis
De band ontstond in 1993. De naam Tocotronic is afgeleid van de Japanse spelcomputer Tricotronic, de voorganger van de Game Boy. Samen met band als Blumfeld en Die Sterne geldt Tocotronic als deel van de zogenaamde Hamburger Schule. 
De eerste single "Meine Freundin und Ihr Freund" kwam uit in 1994. Het debuutalbum Digital ist besser volgde in 1995. Verschillende albums volgden, waarbij de muziek evolueerde van lo-fi-punkrock op de eerste albums tot meer complexere stukken op het album K.O.O.K uit 1999. Het album Tocotronic uit 2002 is bijna gepolijst, gelikt en bevat dromerige stukken.
In 2005 volgde Pure Vernunft darf niemals siegen en in 2007 kwam het album Kapitulation uit. Dit laatste album werd door pers en publiek goed ontvangen. In 2010 kwam het negende album van Tocotronic Schall & Wahn uit. Dit was het eerste album van Tocotronic dat de eerste plaats op de albumlijst van Duitsland bereikte. Net als de twee voorgaande albums werd dit album opgenomen in Berlijn en geproduceerd door Moses Schneider. Om die reden worden deze drie albums soms samen de Berlijn-Trilogie genoemd als een soort hommage aan de Berlijnse periode van David Bowie.
Het tiende album van Tocotronic Wie wir leben wollen verscheen in 2013. In december 2014 werd het elfde album aangekondigd, dat op 1 mei 2015 zou uitkomen.
In de loop der jaren bouwde Tocotronic in Duitsland een goede reputatie op; de band heeft een grote schare fans. De teksten van Tocotronic zijn vaak links-politiek gekleurd.

## Bezetting
De bezetting van Tocotronic is sinds de oprichting bijna ongewijzigd. Alleen Rick McPhail kwam in 2004 de gelederen versterken, toen hij al enige tijd met de band meespeelde.
- Dirk von Lowtzow: zang, gitaar
- Jan Müller: bas
- Arne Zank: drums, keyboard, zang
- Rick McPhail: keyboard, gitaar

## Albums
- 1995: Digital ist besser
- 1995: Nach der verlorenen Zeit
- 1996: Wir kommen um uns zu beschweren
- 1997: Es ist egal, aber
- 1999: K.O.O.K.
- 2002: Tocotronic
- 2005: Pure Vernunft darf niemals siegen
- 2007: Kapitulation
- 2010: Schall & Wahn
- 2013: Wie wir leben wollen